# 長蛇座KU
長蛇座KU，又名BD-09 2816，HD 81009、SAO 136799、HR 3724，是長蛇座的一颗恒星，视星等为6.53，位于銀經241.74，銀緯27.4，其B1900.0坐标为赤經9h 17m 58.2s，赤緯-9° 27.4′ 40″。